# Heinz Ludwig Ansbacher
Heinz Ludwig Ansbacher (* 21. Oktober 1904 in Frankfurt am Main, Deutschland; † 22. Juni 2006 in Burlington, Vermont, USA) war ein deutsch-amerikanischer Psychologe und Vertreter der Individualpsychologie.

## Leben
Nach dem Abitur in Frankfurt arbeitete Ansbacher in einer Maklerfirma. Am 26. Oktober 1924 emigrierte er auf dem Dampfschiff Mount Clay in die USA, auf dem er als Tellerwäscher arbeitete. Nach der Ankunft in New York City arbeitete er bei einer Maklerfirma an der Wall Street und besuchte ab 1930 Abendvorträge von Alfred Adler, die in ihm das Interesse an der Psychologie wach riefen. Einmal wandte er sich an Adler für eine persönliche Beratung, weil er mit seiner Arbeit nicht zufrieden war und kurz vorher eine Beziehung zu Ende ging. Adler ermutigte ihn, ein Studium an einer Graduate School aufzunehmen.
Durch Adler lernte er Rowena Ripin kennen, die an der Wiener Universität mit Charlotte und Karl Bühler studiert hatte und die er 1934 heiratete.
Obwohl er keinen Bachelor-Abschluss hatte, wurde Ansbacher zum Doktoratsstudium an der Columbia University zugelassen. 1937 erhielt er den Ph.D. mit seiner Dissertation unter Robert S. Woodworth über die Beeinflussung der Wahrnehmung von Zahlen durch den monetären Wert der Objekte.
Ansbacher arbeitete von 1940 bis 1943 an der Brown University als Redaktor für Psychological Abstracts. Ab 1943 untersuchte er die Wirkung der amerikanischen Kriegspropaganda in Europa für das United States Office of War Information und erstellte Flugblätter, um die deutschen Soldaten zum Kapitulieren aufzufordern. 1945 reiste Ansbacher durch Deutschland, um die nach dem Krieg noch erhebbaren Ergebnisse der Psychologie in der Zeit des Nationalsozialismus in Deutschland zu dokumentieren. Dabei kam es auch zu seiner ersten persönlichen Begegnung mit dem deutschen Gestaltpsychologen Wolfgang Metzger (aufgrund Ansbachers Empfehlung dauerte die kurz danach stattfindende Entnazifizierungsverhandlung für Metzger nur wenige Minuten).
Nach dem Krieg lehrte Ansbacher von 1947 bis 1970 an der University of Vermont in Burlington. In dieser Zeit korrespondierte er auch mit Albert Einstein. Im Jahre 1958 übernahm er die Redaktion der international beachteten Fachzeitschrift Journal of Individual Psychology, die 1981 in Individual Psychology und 1998 wieder in Journal of Individual Psychology umbenannt wurde. Als Herausgeber war er bis 1974 verantwortlich für ihren hohen Standard und den Ansatz in der Tradition von Alfred Adlers Individualpsychologie.
1969 nahm Ansbacher die Ehrenmitgliedschaft in der 1962 von Oliver Brachfeld, Wolfgang Metzger und anderen gegründeten Alfred-Adler-Gesellschaft (AAG) an. Er legte der AAG in diesem Jahr auch ein Gutachten anlässlich der geplanten Gründung eines Instituts zur Ausbildung von Psychotherapeuten vor.
Ansbacher, dessen Frau Rowena bereits 1996 verstorben war, hinterließ bei seinem Tod 2006 im Alter von 101 Jahren vier Söhne: Max, Benjamin, Theodore und Charles Ansbacher (1942–2010), der sich als US-amerikanischer Dirigent einen Namen machte. Die vier Brüder stifteten gemeinsam die Ansbacher Lecture, zu der seither jährlich eine namhafte Persönlichkeit zum Annual Meeting der North American Society of Adlerian Psychology eingeladen wird, deren Präsident Heinz Ludwig Ansbacher war.

## Werk
Die Begegnung mit Alfred Adler prägte Ansbachers Lebenswerk. 1974 schrieb er über den teleologischen Ansatz der Individualpsychologie in seinen Memoiren: 

„Der Fünfjährige hat bereits ein Lebensziel geformt. Die Frage ist, ob es ein wünschbares Ziel ist. Das Ziel muss ein gemeinschaftliches sein, und die Fähigkeit zu kooperieren ist das Resultat eines geeigneten Trainings. Die Aufgabe der Individualpsychologie ist, zu beobachten, welches Ziel ein Kind verfolgt und wie es die Lebensprobleme anpackt, die wir alle lösen müssen.“

Heinz und Rowena Ansbacher arbeiteten direkt mit Alfred Adler zusammen, als dessen Schüler und Redakteure. Während 30 Jahren schrieben sie gemeinsam an ihrem bekanntesten Werk, der Trilogie Alfred Adlers Individualpsychologie, in der sie das Werk Adlers systematisch analysierten und kommentierten. Die Erstausgabe The Individual Psychology of Alfred Adler erschien 1956 bei Basic Books, New York. Auch im deutschsprachigen Raum wurde dieses Buch zu einem Standardwerk zur Individualpsychologie – die deutschsprachige Ausgabe erschien 2004 bereits in der fünften Auflage. Das Paar war auch gut mit den Übereinstimmungen zwischen Individualpsychologie und Gestalttheorie vertraut, was in einem über Jahrzehnte kontinuierlich gepflegten Kontakt und Austausch mit namhaften Gestaltpsychologen zum Ausdruck kam, vor allem mit Wolfgang Metzger und Abraham S. Luchins.